# Donald Moffat
Donald Moffat (Plymouth, 26 december 1930 – Sleepy Hollow (New York), 20 december 2018) was een Brits acteur, die zijn carrière grotendeels doorbracht in de Verenigde Staten.

## Biografie
Moffat werd geboren in Plymouth als enige kind, en doorliep de middelbare school aan de King Edward VI School in Totnes. Het acteren heeft hij geleerd aan de Royal Academy of Dramatic Art in Londen. Hij begon zijn toneelcarrière bij de Old Vic in die stad. Hij vertrok al vroeg naar de VS, waar hij, na een korte periode in Oregon, al snel verhuisde naar New York en een succesvolle toneelcarrière kreeg op zowel Broadway als Off-Broadway. In 1967 werd hij genomineerd voor een Tony Award voor zijn spel in stukken van Ibsen en Pirandello. Meer nominaties volgden, en in 1983 werd hem een Obie Award toegekend voor Painting Churches van Tina Howe. 
Daarnaast speelde hij in meer dan 100 Amerikaanse speelfilms en televisieseries. Tot zijn bekendste filmrollen behoren die van Garry in The Thing (1982), president Lyndon B. Johnson in The Right Stuff (1983) en president Bennett in Clear and Present Danger (1994). Hij was te zien in de televisieseries The Chisholms, The New Land en Logan's Run en eenmalig in afleveringen van The West Wing, Dr. Quinn, Medicine Woman, Tales of the City en (zijn laatste in 2005) Law & Order: Trial by Jury.

## Persoonlijk
Moffat was van 1954 tot en met 1968 getrouwd met de actrice Annemurray Ellsperman en vanaf 1970 met de actrice Gwen Arner. Met elk van beiden had hij twee kinderen. Hij woonde in Los Angeles.

## Filmografie

### Films
Selectie:
- 1999: Cookie's Fortune – als Jack Palmer
- 1994: Trapped in Paradise – als Clifford Anderson
- 1994: Clear and Present Danger – als president Bennett
- 1992: HouseSitter – als George Davis
- 1991: Regarding Henry – als Charlie Cameron
- 1990: The Bonfire of the Vanities – als mr. McCoy
- 1989: Music Box – als Harry Talbot
- 1988: The Bourne Identity – als David Abbott
- 1985: Alamo Bay – als Wally
- 1983: The Right Stuff – als Lyndon B. Johnson
- 1982: The Thing – als Garry
- 1980: Popeye – als The Taxman
- 1974: Earthquake – als dr. Harvey Johnson
- 1974: The Terminal Man – als dr. Arthur McPherson

### Televisieseries
Selectie:
- 2000: Bull – als Robert Roberts – 5 afl.
- 1993: Armistead Maupin's Tales of the City – als Edgar Halcyon – 6 afl.
- 1987-1988: Buck James – als Les Grant – 3 afl.
- 1982-1983: Dallas – als Brooks Oliver – 3 afl.
- 1977-1978: Logan's Run – als Rem – 14 afl.

## Theaterwerk opBroadway
- 1995: The Heiress – als dr. Austin Sloper
- 1985: The Iceman Cometh – als Larry Slade
- 1984: Play Memory – als Cam MacMillan
- 1971: Father's Day – als Richard
- 1969: Hamlet – als Horatio
- 1969: Cock-A-Doodle Dandy – als matroos Mahan
- 1968: The Cherry Orchard – als Lopakin / Ermolai Alekseevich
- 1967: War and Peace – als Andrei
- 1965-1967: You Can't Take it With You – als Martin Vanderhof
- 1967: The Wild Duck – als Hjalmar Ekdal
- 1966: Right You Are if You Think You Are – als Laudisi
- 1966-1967: The School for Scandal – als Joseph Surface
- 1962: The Affair – als Julina Skeffington
- 1962: A Passage to India – als Mr. McBryde
- 1960: Duel of Angels – als rechtbank klerk
- 1960: The Tumbler – als George
- 1959: Much Ado About Nothing – als Verges / boodschapper
- 1957: Under Milk Wood – als Norgood Boyo / Mr. Ogmore

- Biblioteca Nacional de España: XX1727484
- Bibliothèque nationale de France: cb139734890 (data)
- Gemeinsame Normdatei: 1225576318
- International Standard Name Identifier: 0000 0000 7826 7419
- Library of Congress Control Number: n85327141
- MusicBrainz: 2279b363-c2c4-43db-a35b-4e3a5e4984bf
- Nationale Bibliotheek van Tsjechië: xx0305919
- Nationale Bibliotheek van Israël: 987007424294605171
- SNAC: w61n89cc
- Système universitaire de documentation: 101341083
- Trove: 910489
- Virtual International Authority File: 87499921
- WorldCat: E39PBJt3YXJpJ36GkchVhqbmVC